# Дженола (Міннесота)
Дженола (англ. Genola) — місто (англ. city) в США, в окрузі Моррісон штату Міннесота. Населення — 71 осіб (2020).

## Географія
Дженола розташована за координатами 45°57′55″ пн. ш. 94°6′46″ зх. д. / 45.96528° пн. ш. 94.11278° зх. д. (45.965345, -94.112680).  За даними Бюро перепису населення США в 2010 році місто мало площу 0,88 км², уся площа — суходіл. В 2017 році площа становила 0,80 км², уся площа — суходіл.

## Демографія
Згідно з переписом 2010 року, у місті мешкало 75 осіб у 32 домогосподарствах у складі 17 родин. Густота населення становила 85 осіб/км².  Було 35 помешкань (40/км²).
Расовий склад населення:
| - 100,0 % — білих |

До двох чи більше рас належало 0,0 %. Частка іспаномовних становила 0,0 % від усіх жителів.
За віковим діапазоном населення розподілялося таким чином: 28,0 % — особи молодші 18 років, 52,0 % — особи у віці 18—64 років, 20,0 % — особи у віці 65 років та старші. Медіана віку мешканця становила 39,3 року. На 100 осіб жіночої статі у місті припадало 87,5 чоловіків;  на 100 жінок у віці від 18 років та старших — 107,7 чоловіків також старших 18 років.
Середній дохід на одне домашнє господарство  становив 51 997 доларів США (медіана — 61 250), а середній дохід на одну сім'ю — 63 356 доларів (медіана — 63 625). За межею бідності перебувало 11,0 % осіб, у тому числі 0,0 % дітей у віці до 18 років та 61,5 % осіб у віці 65 років та старших.
Цивільне працевлаштоване населення становило 44 особи. Основні галузі зайнятості: сільське господарство, лісництво, риболовля — 22,7 %, освіта, охорона здоров'я та соціальна допомога — 20,5 %, виробництво — 13,6 %, роздрібна торгівля — 11,4 %.